# 피터 니가드

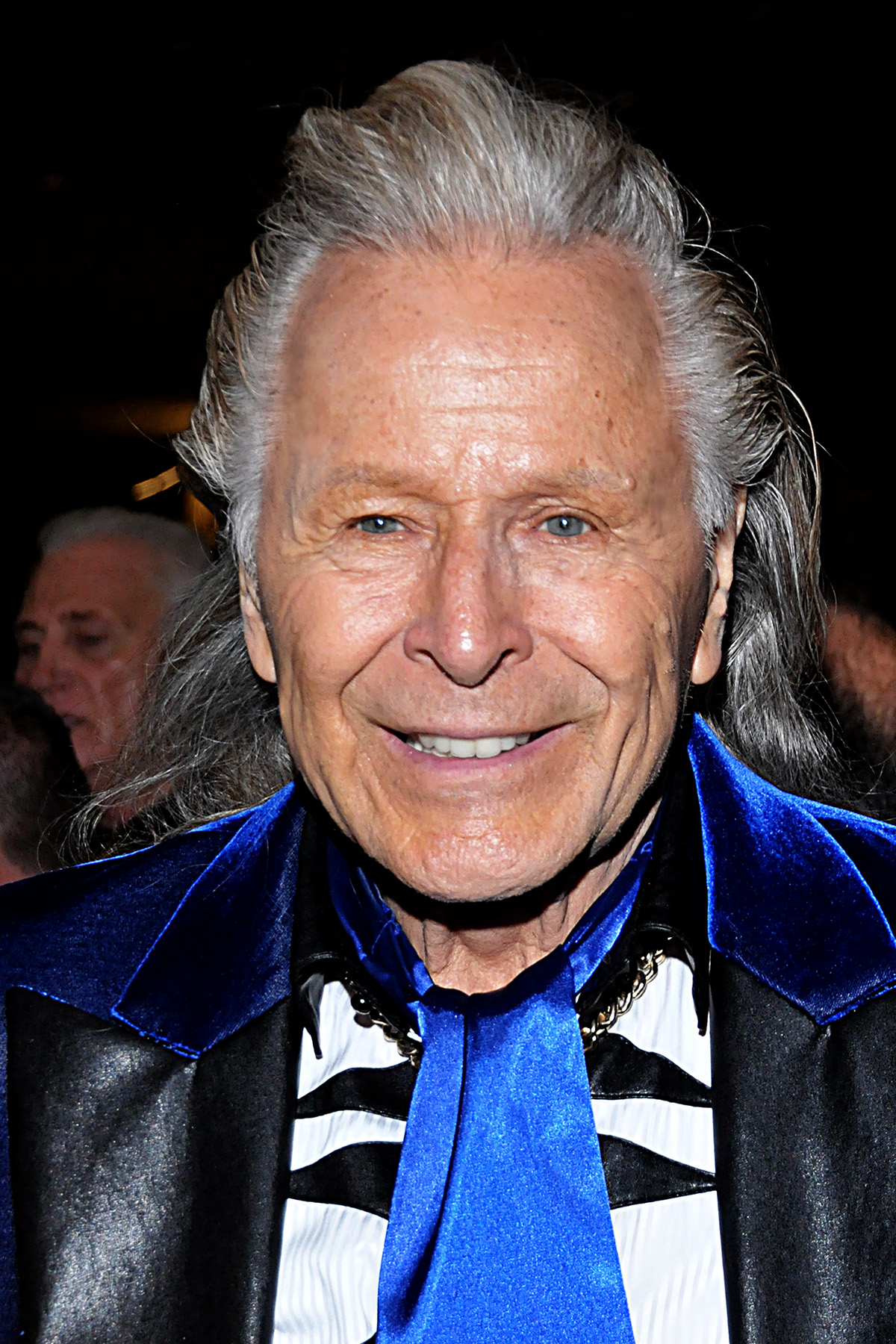

피터 니가드(Peter Nygård, 본명: Peter J. Nygård, Pekka Juhani Nygård, 1941년 7월 24일 ~ )는 핀란드계 캐나다인 사업가이자 전직 패션 경영자이자 유죄 판결을 받은 범죄인이다. 1967년에 위니펙에 본사를 두고 여성 의류를 생산하기 전 스포츠웨어 제조업체였던 니가드 인터내셔널(Nygård International)을 설립했다. 2009년 캐네디언 비즈니스 매거진(Canadian Business Magazine)에서 순자산 8억 1,700만 달러로 캐나다에서 가장 부유한 70위로 평가되었으며, 2017년 순자산은 9억 달러로 추산되었다.
2020년 FBI(연방수사국)는 니가드가 성매매, 성폭행, 공갈 혐의로 기소된 후 뉴욕 시 사무실에 대한 수색 영장을 집행했다. 그 결과 니가드는 곧 니가드 인터내셔널의 회장직에서 물러났다. 이 기업은 그해 말에 파산 신청을 했다.
2020년 12월, 니가드는 미성년자와 관련된 성매매 혐의를 포함하여 성매매 및 공갈 혐의로 공식 기소되었다. 2021년 10월, 그는 1980년대 중반부터 2000년대 중반 사이에 발생한 사건에서 여러 건의 성폭행 및 강제 감금 혐의로 캐나다에서 다시 기소되었다. 니가드의 성추행 혐의는 1968년으로 거슬러 올라간다. 2023년 11월 캐나다 법원은 니가드에게 4건의 성폭행 혐의로 유죄를 선고했다. 2024년 9월에는 4건의 성폭행 혐의로 징역 11년을 선고받았다.